# デイブ・ミリエ
デイブ・アンドレウ・ミリエ・メドラーノ（Dave Andrew Myrie Medrano 、1988年6月1日 - ）は、コスタリカ・プエルト・ビエホ出身の元プロサッカー選手。元サッカーコスタリカ代表。現役時代のポジションはDF。
サッカー選手のロイ・ミリエは実兄。

## 経歴

### クラブ
スペイン・セグンダディビシオンに所属していたカディスCFでプロデビュー。その後コスタリカに帰国し、プンタレナスFC、LDアラフエレンセでプレー。
2009年9月15日、MLSのシカゴ・ファイアーに加入したが、リーグ戦の出番はなかった。2009年11月25日のドラフト会議でフィラデルフィア・ユニオンに指名された。フィラデルフィアでは開幕スタメンを勝ち取ったが、2010年3月30日にクラブを退団した。
2011年8月2日、ノルウェーのフレドリクスタFKに加入。
2013年5月27日、CSエレディアーノに加入。

### 代表
ユース年代からコスタリカ代表に選ばれており、2005 FIFA U-17世界選手権、2007 FIFA U-20ワールドカップに参加している。
2010年11月、ジャマイカとのフレンドリーマッチでフル代表デビュー。2011年にはコパ・セントロアメリカーナに参加した。
2014 FIFAワールドカップでは負傷したエイネル・モラに代わってメンバー入り、1試合に出場した。

## 代表歴

### 出場大会
- コスタリカ代表
  - 2014 FIFAワールドカップ

### 試合数
- 国際Aマッチ 24試合 0得点（2010年-2015年）[10]

| コスタリカ代表 | 国際Aマッチ | 国際Aマッチ |
| 年             | 出場        | 得点        |
| -------------- | ----------- | ----------- |
| 2010           | 1           | 0           |
| 2011           | 8           | 0           |
| 2012           | 1           | 0           |
| 2013           | 0           | 0           |
| 2014           | 6           | 0           |
| 2015           | 8           | 0           |
| 通算           | 24          | 0           |